# Ian Johnson (Badminton)
Ian Johnson (* um 1955) ist ein kanadischer Badmintonspieler. 

## Karriere
Ian Johnson gewann 1977 Gold bei den kanadischen Meisterschaften im Herrendoppel mit Pat Tryon, mit welchem er auch seine weiteren großen Erfolge errang. 1977 wurden beide auch Zweite bei der Panamerikameisterschaft und Fünfte bei der Weltmeisterschaft. 1978 verteidigten sie ihren kanadischen Titel. 

## Sportliche Erfolge
| Saison | Veranstaltung                 | Disziplin    | Platz | Name                    |
| ------ | ----------------------------- | ------------ | ----- | ----------------------- |
| 1977   | Kanada: Einzelmeisterschaften | Herrendoppel | 1     | Pat Tryon / Ian Johnson |
| 1977   | Panamerikameisterschaft       | Herrendoppel | 2     | Pat Tryon / Ian Johnson |
| 1977   | Weltmeisterschaft             | Herrendoppel | 5     | Pat Tryon / Ian Johnson |
| 1978   | Kanada: Einzelmeisterschaften | Herrendoppel | 1     | Pat Tryon / Ian Johnson |